# PGC 165110
LEDA/PGC 165110 ist eine Galaxie im Sternbild Jungfrau auf der Ekliptik. Sie ist schätzungsweise 775 Millionen Lichtjahre von der Milchstraße entfernt. Im selben Himmelsareal befinden sich u.a die Galaxien NGC 4305, NGC 4306, IC 3233, IC 3258. 